# バルト海

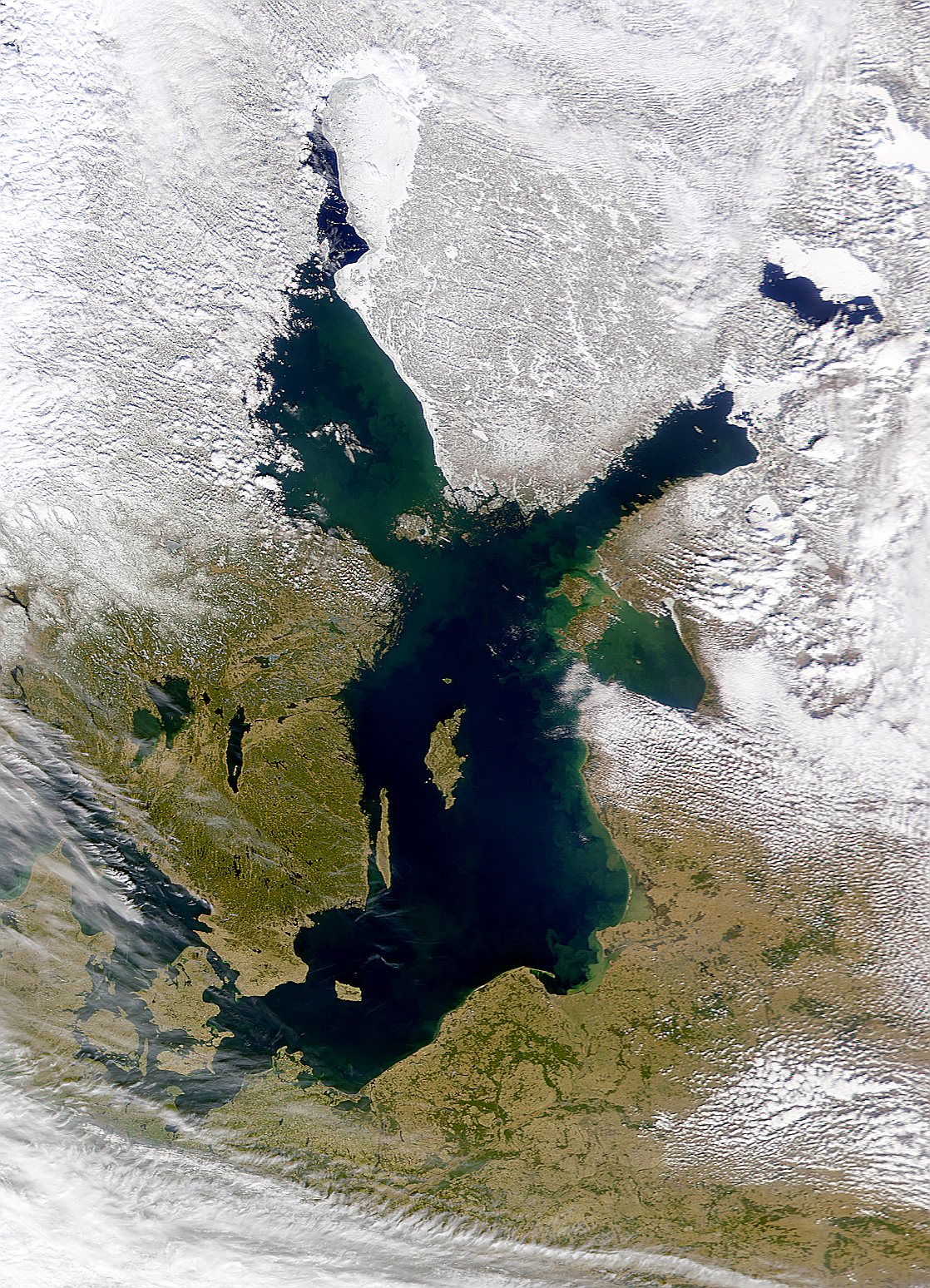
3月のバルト海北部のボスニア湾は一部氷結している（衛星写真）。

バルト海（バルトかい）は、北ヨーロッパに位置する地中海。ヨーロッパ大陸とスカンディナビア半島に囲まれた海域である。ユーラシア大陸に囲まれた海域と説明されることもある。
西岸にスウェーデン、東岸は、北から順にフィンランド、ロシア、エストニア、ラトビア、リトアニア、南岸は、東から西にポーランド、ドイツ、デンマークが位置する。
ドイツやスウェーデンではそれぞれ「東海」を意味する「オストゼー」(Ostsee)、「エステンション」(Östersjön)と呼ばれる。
日露戦争の日本海海戦におけるバルチック艦隊もこの海に由来している。

## 呼称
- ドイツ語: Ostsee（オストゼー; “東海”）
- スウェーデン語: Östersjön（エステション; “東海”）
- デンマーク語: Østersøen（“東海”）
- ロシア語: Балтийское море（バルチーイスカイェ・モーリェ）
- ポーランド語: Morze Bałtyckie（モジェ・バウティツキェ）
- フィンランド語: Itämeri（イタメリ; “東海”）
- エストニア語: Läänemeri（レーネメリ; “西海”）
- 古代ラテン語: Mare Suebicum（マーレ・スエビクム; “スエビ族の海”。Mare Suevicum とも）
- 新ラテン語: Mare Balticum（マーレ・バルティクム）
- リトアニア語: Baltijos jūra
- ラトビア語: Baltijas jūra

日本での古称「東海」は、ゲルマン系言語における名称の翻訳借用である。

## オーランド諸島概要

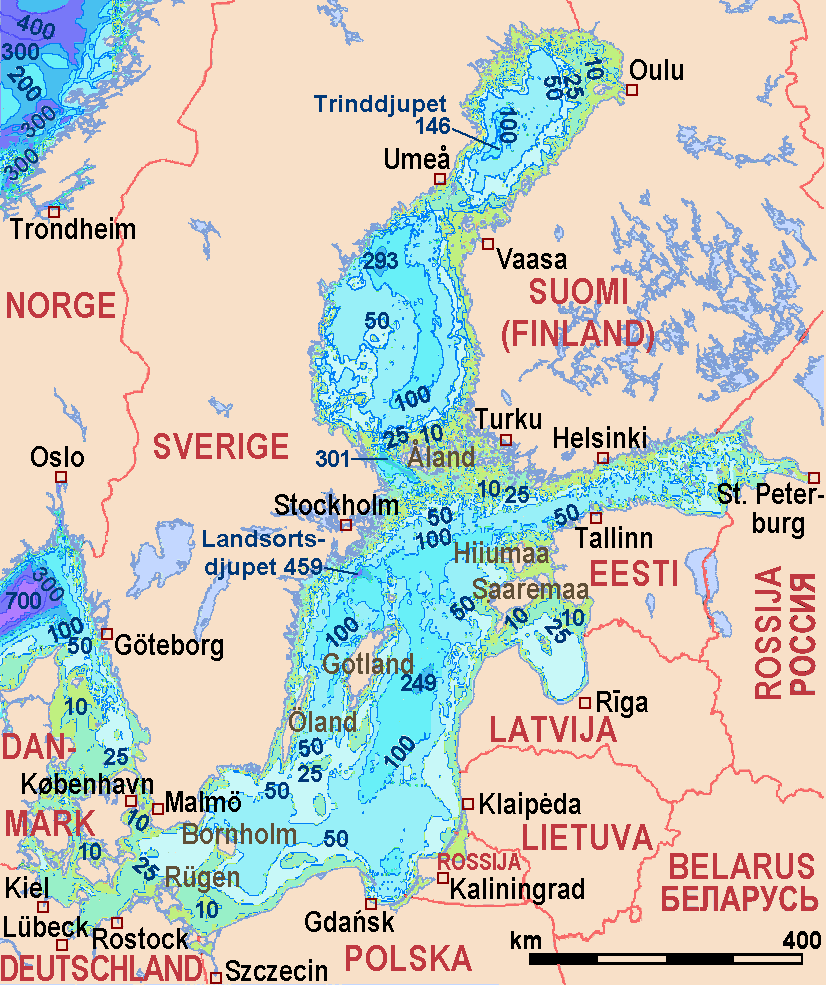
バルト海の水深。

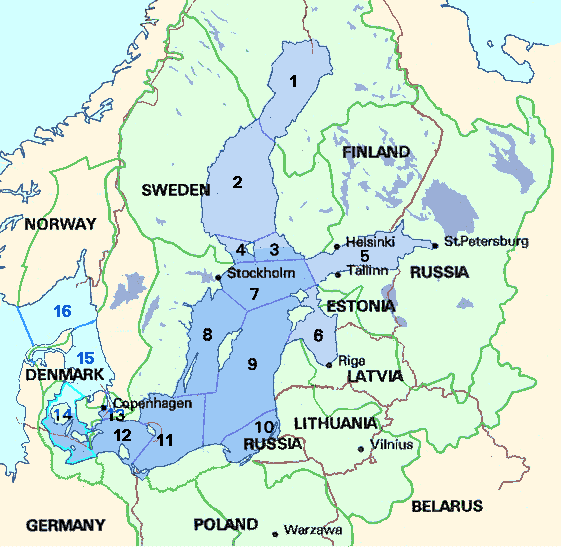

面積40万平方キロメートル (km2)。平均深度は55メートル (m) と浅い海洋であるが、最大深度はバルト海中央部、ストックホルム沖で、459 mとなっている。北部のボスニア湾中央部やバルト海主海域中央部は200 m以上の深度があるものの、とくにオーランド諸島付近やボスニア湾北部の水深は非常に浅い。そのうえボスニア湾東部では隆起が続いているため、400年から500年前は海底だった土地が、現在では耕地や牧草地となっている。特筆すべきこととして、平均塩分濃度は全海洋平均では31.9パーミル (‰) であるが、バルト海ではそれよりもかなり低いことがあげられる。この理由としては、流入河川が多いうえに集水域が海全体の4倍にもおよび、流れ込む淡水量が多いこと、高緯度地帯に位置し、水温が低いため蒸発量が少ないこと、外海である北海への主な出口がカテガット海峡しか存在せず、これが隘路となるため海水の循環が少ないことがあげられる。北海からの高濃度の海水の流入は長期間に及ぶことは少なく、短期に集中的に起こることが多い。
低水温および低塩分濃度のため、冬季には北部は結氷する。氷結は北端のボスニア湾で10月末から11月初めに始まり、1月末にはフィンランドとオーランド諸島間は氷結して、2月にはボスニア湾およびフィンランド湾は完全に氷結する。この氷は4月中には多くが溶けるが、流氷として6月ごろまで残ることもある。これ以南の海域では結氷しないことも多いが、強い寒波がやってきた年は完全氷結した記録もある。この結氷状態を解消するため、19世紀後半よりバルト海では砕氷船が積極的に使用されてきた。ヨーロッパ初の砕氷船は、1864年にロシアのクロンシュタット港で建造された小型の蒸気砕氷船パイロット号であり、その後1870年代に入るとバルト海沿岸諸港は積極的に砕氷船を就航させ、冬季航行を維持するようになっていった。塩分が薄いため、フィンランドでは夏季にマット等を海で洗濯する場所があるくらいである。

バルト海は右図の通り、14の海域に分割されている。北端の海域はボスニア湾であるが、ここはさらに北のボスニア湾と南のボスニア海とに細分されている。その南側、バルト海主海域との間には、フィンランド自治領のオーランド諸島を境として、東が諸島海、西がオーランド海となっている。この海域は諸島海の名の通り、特に東側には地盤の隆起によってできた無数の島々が点在する。東端はフィンランド湾であり、北のフィンランド、東のロシア、南のエストニアに囲まれた細長い海域である。またこの海域には、東端のサンクトペテルブルク、北のヘルシンキ、南のタリンといった大都市が面しており、船舶の航行も多い。フィンランド湾の南、エストニア領ヒーウマー島、サーレマー島と大陸本土との間に広がるのがリガ湾で、その名の通りラトビアの首都リガが面している。これらの海域、およびエーレスンド海峡、ベルト海域を除いたものがバルト海の主海域である。この海域は西のスウェーデン、東のエストニア・ラトビア・リトアニア・ロシア領カリーニングラード州、南のポーランド・ドイツ、西端のデンマークに囲まれている。この主海域にはボーンホルム島（デンマーク）、ゴットランド島（スウェーデン）、エーランド島（スウェーデン）などが浮かんでいる。また、この主海域も、南部のグダニスク湾などいくつかの海域に分かれている。
バルト海は浅く、また氷河期の反動として地盤が隆起を続けているため、上記以外にも島嶼が数多く存在する。とくに北部には小さい島が無数に存在する。南部は島の数こそ少なくなるが、北部に比べ島の面積は非常に広くなる。最も大きな島はゴットランド島であり、域内の南部のほぼ中央に位置している。
外海とはカテガット海峡を経てスカゲラック海峡とつながり、さらに北海を経て大西洋と結ばれている。さらに、白海・バルト海運河で白海と、キール運河で北海と結ばれているなど、航路が整備されている。

## 地史
バルト海が大まかに現在の形となったのは3800年前（紀元前1800年ごろ）と考えられている。最終氷期の最盛期であった2万年前、バルト海地域は現在のバルト海域を中心とする巨大な氷床に覆われていた。この氷床の先端はユトランド半島から北ドイツ平原を通りポーランド北部やリトアニアにまで達していた。現在でもこの地域には、その時期の名残であるモレーン（堆石）が列をなし分布している。氷期から後氷期に入ると氷床は消滅したが、氷河の重みによって旧氷河の中心域は窪地であった。ここにはアンキュルス湖が形成され、さらに海面が上昇し、そこが海と繋がると汽水のリットリナ海となり、バルト海の原型が出来上がった。氷床の重みがなくなったため、現在でもバルト海域では地面が上昇を続けており、特に北部のボスニア湾周辺地域で上昇が激しい。このままのペースで上昇が続くと100年で1 mの隆起となり、1万5000年から2万年後にはボスニア湾が消滅してしまうとも考えられている。

## 流入河川
| 河川名       | 平均流量 [m3/s] | 長さ                                    | 流域面積 [km2] | 流域諸国                                             | 最も長い流路 |
| ------------ | --------------- | --------------------------------------- | -------------- | ---------------------------------------------------- | --- |
| ネヴァ川     | 2,500           | 74 km (nominal)860 km (hydrological)    | 281,000.0      | ロシア、フィンランド                                 | スナ川 (280 km) → オネガ湖 (160 km) → スヴィリ川 (224 km) → ラドガ湖 (122 km) → ネヴァ川                                                           |
| ヴィスワ川   | 1,080           | 1,047 km                                | 194,424.0      | ポーランド、支流: ベラルーシ、ウクライナ、スロバキア | |
| ダウガヴァ川 | 678             | 1,020 km                                | 87,900.0       | ロシア (源流)、ラトビア                              | |
| ネマン川     | 678             | 937 km                                  | 98,200.0       | ベラルーシ (源流)、リトアニア、ロシア                | |
| ケミ川       | 556             | 550 km (ケミ川のみ)600 km (最長流路)    | 51,127.3       | フィンランド、ノルウェー (オウナス川の源流)          | 最も長い支流はキティネン川。 |
| オーデル川   | 540             | 866 km                                  | 118,861.0      | チェコ (源流)、ポーランド、ドイツ                    | |
| ルーレ川     | 506             | 461 km                                  | 25,240.0       | スウェーデン                                         | |
| ナルヴァ川   | 415             | 77 km (ナルヴァ川のみ)652 km (最長流路) | 56,200.0       | ロシア (ヴェリーカヤ川の源流)、エストニア            | ヴェリーカヤ川 (430 km) → ペイプシ湖 (145 km) → ナルヴァ川                                                                                         |
| トルネ川     | 388             | 520 km (トルネ川のみ)630 km (最長流路)  | 40,131.4       | ノルウェー (源流)、スウェーデン、フィンランド        | ヴァルフォヨカ川 "Válfojohka" → キャマヨッカ川 "Kamajåkka" → アビスコヤウレ湖 →アビスコヨック川 (sum = 40 km)→ トルネトラスク湖 (70 km) → トルネ川 |

## 周辺地域の歴史

### 古代・中世
古代ローマではバルト海南東部をスエビの海 (Mare Suebicum) と呼んでいた。南岸にゲルマン人ともケルト人ともいわれるスエビ族が住んでいたようである。民族移動時代の前は、スエビ族はゲルマニアの最強民族として知られていた民族である。8世紀以降、スウェーデン人を中心としたヴァイキング（ヴァリャーグ）が、バルト海を掌握していた可能性が高く、バルト海が「ヴァリャーグ海」と呼称されていた時代もある。このころ、すでにシュレースヴィヒには交易都市ハイタブが建設されており、また「ヴァリャーギからギリシアへの道」と呼ばれる、バルト海からノヴゴロドやヴォルガ川を通って黒海へ、さらに東ローマ帝国の首都コンスタンティノープルへとつながる交易ルートが成立しており、すでに交易上重要な位置を占めるようになっていた。ノース人やデーン人が西方の北海方面へ進出したのに対し、スウェーデン人は東方のバルト海方面へと進出したのである。このルートは直接イスラム世界へとつながるものであり、フランク王国経由ルートにかわりこのバルト海ルートが一時スカンディナヴィアと東方世界とをつないでいた。

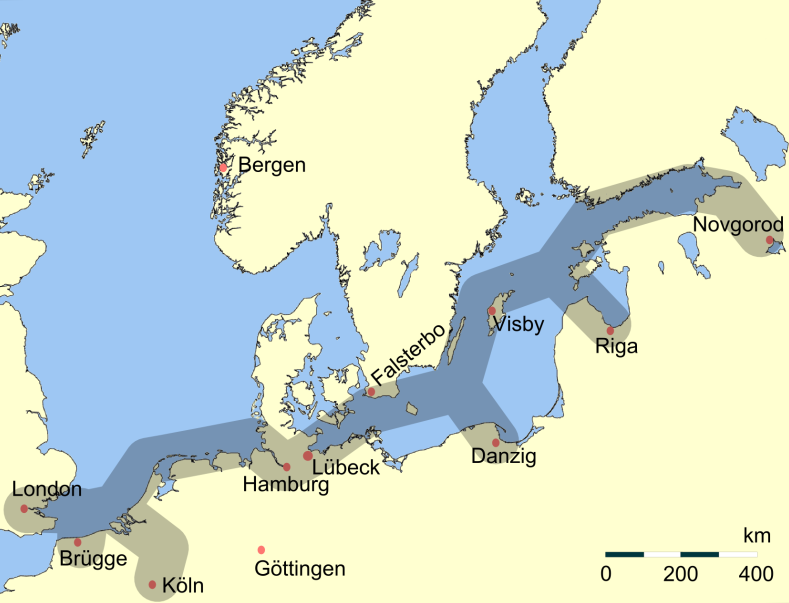
ハンザ同盟主要交易ルート

12世紀にはいると、バルト海南岸に東方植民運動が起こり、またドイツ騎士団などの騎士修道会によって、バルト海南東域の非キリスト教徒への軍事侵攻および植民が行われた。北方十字軍とも呼ばれるこの動きによって、西方のドイツからドイツ人が次々と植民を行い、この地域はドイツ化していった。この東方植民により、ドイツ商人もこの地域へと進出し、やがてハンザ同盟を結成してバルト海の制海権を握るようになった。12世紀に設立されたこの同盟は、バルト海南岸のリューベックを盟主とし、ヴィスビューやリガ、ダンツィヒなど多くのバルト海沿岸都市が加盟した。このころは海流の影響により、バルト海入口のスコーネ地方において非常に大量のニシンが捕れ、このニシンが同盟諸都市の重要な輸出項目となっていた。ハンザ諸都市は平底で四角い帆のコグ船と呼ばれる船を主に使用し、ニシンの他フランドルの毛織物や、琥珀、穀物（主にライムギ）といった特産物をやり取りしていた。奢侈品を多く扱う地中海の南方貿易と比べ、北方貿易と呼ばれるこの貿易では穀物など必需品の比重がきわめて高かった。バルト海最奥部からさらに内陸に進んだノヴゴロド共和国がバルト海航路の東端であり、ハンザ同盟はここに大規模な商館を置いて交易拠点としていた。

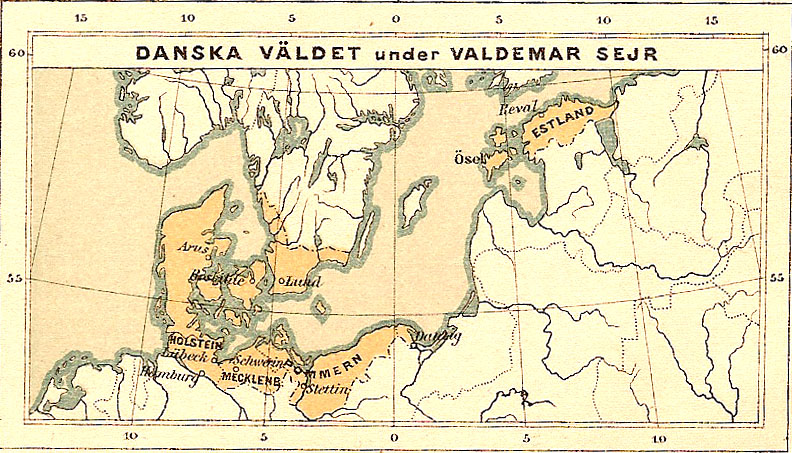
ヴァルデマー2世時代のデンマーク領

一方、13世紀に入るとそれまで主に北海方面に目を向けていたデンマーク王国が、バルト海沿岸域に進出して一時この地方の覇権を握った。征服王とも呼ばれるヴァルデマー2世時代には、ホルシュタイン、メクレンブルク、ポンメルン、さらに海を越えてエストニアも征服し、バルト海を一時デンマークの内海にした。しかし、1223年にシュヴェリーン伯ハインリヒによってヴァルデマー2世は捕虜とされ、解放条件として多くの海外領土を喪失。さらに失地を取り戻そうとして1227年北ドイツ諸侯やリューベックと戦い、これにも敗れた。しかしデンマークは以降もバルト海の強国として存在し、やがて新興のハンザ同盟と衝突する。1340年にデンマーク王にヴァルデマー4世が即位すると、エストニアをドイツ騎士団領に売却し、この資金で支配体制を強化。国内を固めると、1361年にハンザの中心都市の一つだったゴットランド島のヴィスビューを占領し、ハンザ同盟と戦争状態に入った。しかしこの戦争は序盤はデンマーク側が優位だったものの、やがて周辺諸国の支援も得たハンザ側が優位に立ち、1370年のシュトラルズントの和議においてハンザの勝利が確定し、これによってバルト海はハンザの制海権下に完全におかれることになった。また、この戦争を通じてバルト海側と北海側のハンザ諸都市の連携が成立し、ハンザ同盟は絶頂期を迎えることとなる。デンマークはハンザ同盟に特権を認めさせられたが、領土的損失は無く、ヴァルデマー4世の娘の摂政マルグレーテの元で巻き返しを図ることとなる。
ゴットランド島は、1398年にドイツ騎士団によって征服されるが、1410年にポーランド・リトアニア連合に敗れその庇護を受けることとなり、勢力を無くしたため、エーリク・ア・ポンメルンに売却され、1449年以降は、1645年にスウェーデン領となるまでデンマークの統治を受けることとなった（ゴットランド島は、バルト海最大の島で、ヴァイキング時代からの通商・貿易の拠点として栄えており、ハンザ同盟においても重要な同盟都市であり、また、要塞化されたバルト海での地理的拠点であった）。なお、スウェーデン王国は、1288年にゴットランド島のドイツ商人と島の農民たちとの内戦を鎮圧するなどしていたが、基本的にバルト海での覇を争うほどの力は無く、もっぱらバルト海北部のボスニア湾を通じてフィンランド支配を行っていた（スウェーデン＝フィンランド）。また、スウェーデンは基本的に17世紀初頭までハンザ同盟の勢力圏の傘下にあった。しかし1389年にスウェーデン王が廃され、事実上デンマークの支配を受けることとなったスウェーデンは、16世紀の再独立後には、デンマークの影響力のみならず、ハンザ同盟の傘下からの離脱に邁進することとなる。

### 近世
やがて15世紀に入ると、ハンザ同盟の衰退が明瞭になり始めた。進んだ航海技術を持つネーデルラント商人が、それまで波が荒く航行が困難だったエーレスンド海峡を航行して直接北海とバルト海を結ぶ交易を行い始めた。これは、バルト海側のリューベックと北海側のハンブルクとの間の陸送に頼っていたハンザにとっては大打撃となり、さらに1397年、デンマーク王エーリク7世がカルマル同盟を結んでデンマーク・スウェーデン・ノルウェーの同君連合の君主に即位し、北欧全域を支配する。エーリク7世はエーレスンド海峡を通る船へ通行税を課し、これで財力を蓄えたデンマークは1426年よりふたたびハンザと戦火を交えた。この戦争では再びハンザが勝利を収めたものの、講和条約をデンマークに守らせる力はハンザにすでになく、勝利は空文化していった。
またこの頃にはポーランド王国が勢力を伸ばし、リトアニア大公国とポーランド・リトアニア連合を組んだ上に、ドイツ騎士団国と激しく対立するようになった。1410年、タンネンベルクの戦いによってポーランド・リトアニア連合は大勝し、ドイツ騎士団国はこの後衰退を続けて、1525年には世俗化したプロイセン公国としてポーランドに編入された。ポーランドとリトアニアは1569年にルブリン合同を結び、16世紀ヨーロッパに巨大な国家が出現した。この国家は貴族共和政（共和国）であり、バルト海沿岸から黒海沿岸まで影響力を誇ったが、バルト海南岸においては、共和国の庇護によるバルト・ドイツ人の自治によって発展・繁栄していった。しかし共和国は、海洋国家ではなく、バルト海に勢力を伸長させるまでには到らなかった。世紀をまたぐ強大国ではあったが、度重なる戦争によって、全般的経済危機を生じつつあり、表面的な黄金時代とは裏腹に、交易等を除いて積極的にバルト海の政治経済に関与することは無かった。なお、共和国の黄金時代は、1648年のコサックの反乱と1655年に始まる大洪水時代によって終わりを告げた。この戦争にロシア（ロシア・ポーランド戦争）やスウェーデン（北方戦争）といった周辺大国が介入し、共和国の国土は著しく荒廃した。20年にも渡る戦争によって政治的・経済的大打撃を受けた共和国は、内政改革にも失敗し、その後の一時的な中興も空しく、18世紀末の滅亡へ向かって本格的な衰退の時代に入った。16世紀には、ニシンの群れも海流の変化により完全に北海方面へと移った。
バルト海交易で大きな比重を持つようになったネーデルラントは、やがて交易の富を基にオランダ連邦共和国として独立し、17世紀には黄金時代を築き上げる。オランダでは穀物が生育しにくく、穀物のほとんどをバルト海交易から入手していた。またオランダの根幹である造船に必要な木材や亜麻などもバルト海貿易に頼ったため、この貿易はオランダでも非常に重視されており、国の根幹の一つとされていた。この穀物交易はオランダ衰退後も、オランダやイギリス商人たちによって継続され、ダンツィヒ、リガ、ケーニヒスベルクなどはこの穀物交易、とくにライムギの交易で繁栄した。一方で、ヨーロッパ貿易全体におけるバルト海の地位は、新大陸発見に伴う大西洋・北海方面への交易重心の移動により相対的に低下した。ただし、オランダ海上帝国のように実態はバルト海貿易などヨーロッパ近海に比重を置く国家は近世以降にも継続しており、1523年にデンマークから独立したスウェーデン王国もそうしたバルト海貿易に比重を持つようになった。

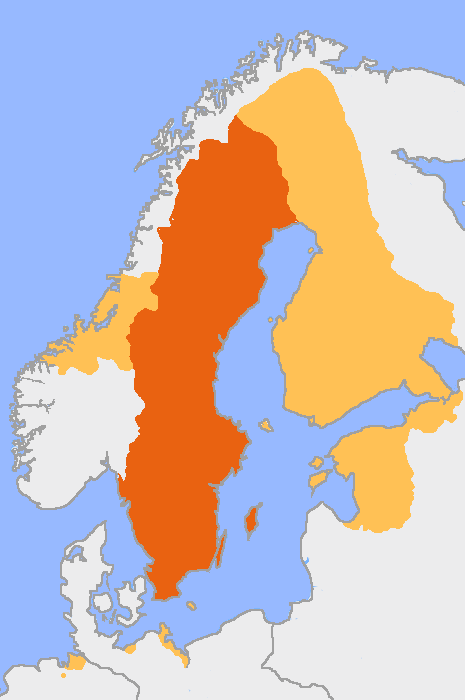
1650年代、最盛期のバルト帝国

そして、こうしたバルト海貿易を巡る国々の中で、17世紀初頭の「北方の獅子」と呼ばれたグスタフ・アドルフのスウェーデンの時代に勢力を伸ばし、およそ1世紀の間バルト海の覇権を握った。この時期のスウェーデン王国を、後世ではバルト帝国、あるいはマーレ・バルティクム（バルト海のラテン語名）と呼び表すようになった。スウェーデンがバルト海での覇権を持った裏には、オランダとの貿易関係があった。スウェーデンは銅や武器などの金属貿易によって西欧との経済関係が築かれたが、その最大の取引相手がオランダだった。しかし、そのオランダとの敵対、競合関係に至ったことにより、スウェーデンは17世紀後半、特にバルト海沿岸諸国を相手とした北方戦争より後に停滞時代を迎えることとなる。この停滞の裏には、北海における三度に渡る英蘭戦争も影響していた。この戦争によってオランダの経済は打撃を受け、オランダ経済の衰退の端緒となった。新たな市場となったイギリスはオランダのような取引相手の主体となることは無かった。それでもバルト海におけるスウェーデンの商業システムは、スウェーデンの海運業の成長を促し、覇権を失った後のスウェーデンの経済的基盤となった。やがてロシアにピョートル大帝が現れ、1700年から大北方戦争を起こし、1703年にバルト海の最奥部に新都サンクトペテルブルクを建設した。この時はまだ、「北方のアレクサンドロス」と呼ばれたカール12世率いるスウェーデンがバルト海沿岸諸国を圧倒していたが、中欧からロシア国内への遠征中、冬将軍とロシアによる焦土作戦にスウェーデン軍は弱体化され、1709年のポルタヴァの戦いでロシアはスウェーデンに大勝し、戦況は一変した。さらに1714年のハンゲ沖の海戦によってスウェーデン艦隊を撃破して、バルト海の制海権を獲得した。最終的に1721年のニスタット条約でロシアはバルト海沿岸地方を獲得し、スウェーデンのバルト海の覇権を打ち破ると共に強大な帝政ロシアが出現した。新たに建設されたサンクトペテルブルクはバルト海地方最大の都市となり、またロシア国内交易網とバルト海交易ルートの結節点のひとつとなり、またロシアの西欧に対する窓ともなった。また、この戦争によって領土を獲得したプロイセン王国も台頭した。バルト海南岸の経済を支えていたバルト・ドイツ人に加え、フランスから亡命してきたユグノーや迫害された新教徒の追放者を東プロイセンに受け入れたため、王国は繁栄に向かった。強国となったロシアとプロイセンは、やがて南岸のポーランド（共和国）を緩衝国と見なすようになり、ポーランド継承戦争を経た後、ポーランドとリトアニアは1772年の第一回ポーランド分割と1795年の第三回ポーランド分割によって消滅し、西部をプロイセン王国が、東部をロシア帝国が領有することとなった。
この頃スウェーデンは、デンマークとロシアに包囲されつつも、1788年から1790年までのロシア・スウェーデン戦争でロシア艦隊に勝利し、バルト海での勢力均衡をある程度回復している。18世紀のバルト海沿岸諸国においては、このロシアとスウェーデンの対立とポーランド分割を除けばほぼ安定していた。しかしこの安定は、1790年代に始まるフランス革命戦争とそれに続くナポレオン戦争の余波によるヨーロッパ全体の動乱に巻き込まれて行くこととなり、ロシア・スウェーデン戦争や英露戦争の勃発により、それまでの近世的秩序が崩壊し、バルト海世界は近代への序章を迎えることとなる。

### 近現代
ナポレオン戦争によってスウェーデンは最後に残った属領であるポンメルンおよびフィンランドを喪失し、本土およびノルウェー（スウェーデン＝ノルウェー）のみの存在となった。とは言え、スカンディナヴィア半島を幸運にも統一出来たことは、スウェーデンにとって外交政策の選択肢が増えたことを意味していた。ナポレオン戦争後は、中立外交が基本化された時代でもあったが、一方で北欧諸国のナショナリズムが沸き上がった時代でもあった。特に北欧全土を覆った汎スカンディナヴィア主義を利用してスウェーデンは大国復興を目論み、プロイセン王国や帝政ロシアへの牽制を西欧列強と共に行うのである。しかし、汎ゲルマン主義との衝突は、汎スカンディナヴィア主義の挫折に到り、以後、スウェーデンは中立政策を強化していくこととなる。なお、1832年にはイェータ運河が開通し、カテガット海峡とスカゲラク海峡を経由して北海へ通ずることとなった。しかし鉄道が導入されたこともあって、イェータ運河はすぐに時代遅れとなった。中世以来スウェーデン領だったフィンランド（スウェーデン＝フィンランド）は、フィンランド大公国としてロシア帝国に編入された。ロシア海軍は、1703年以来この海域にバルチック艦隊を設置しており、サンクトペテルブルク近郊のクロンシュタットを本拠地としてバルト海に睨みを利かせていた。1853年に始まったクリミア戦争においては、バルト海でもイギリス・フランスとロシアとの戦いが繰り広げられた。1871年にはドイツ帝国が成立し、ドイツとロシアの2大海軍がバルト海において覇を競うこととなった。1895年にはキール運河が建設され、北海とバルト海の距離が大幅に短縮された。1904年、日露戦争時にはこの海域のリバウ軍港より日本海に向けてバルチック艦隊が出撃した。翌1905年、スウェーデンとノルウェーの連合は解消され、ノルウェーは独立を果たしたが、この独立をロシアは大いに歓迎している。スウェーデンは中立政策をとったとは言え、ドイツ帝国の興隆を歓迎し、ドイツをロシアからの盾と見なし、ドイツとの友好を計っていた。日露戦争で敗北していたロシアにとって、独露戦争が勃発した際にスウェーデンがドイツに接近し、ドイツ側に立つことを恐れていたからであった。しかし、かかる背景でのノルウェーの分離独立は、北欧の弱体化を意味するものとなった。スウェーデンは以降、「平時の非同盟、戦時の中立」をより高めていくこととなる。
第一次世界大戦期には、バルト海もドイツとロシアとの間の戦場となり、バルト海の戦いやゴットランド島沖海戦が行われた。第一次世界大戦の結果、フィンランド・リトアニア・ラトビア・エストニアが独立し、また独立したポーランドがバルト海につながる回廊（ポーランド回廊）を獲得してバルト海への出口を手に入れた。この回廊の出口にあたるダンツィヒはダンツィヒ自由都市としてドイツから切り離されたものの、ポーランドには編入されず、これを不満としたポーランドはグディニャ港を建設して独自の海港を手に入れた。これにより、ダンツィヒの重要性が相対的に低下する一方、グディニャはこの後も工業・港湾都市として発展していった。
第二次世界大戦と冬戦争など大戦に先立つ紛争でも、バルト海とその沿岸は領土争奪や戦闘の舞台となった。ナチス・ドイツはダンツィヒのヴェステルプラッテ地区への奇襲でポーランド侵攻の口火を切った。その後の独ソ戦の緒戦でドイツはソ連に併合されていたバルト三国を席捲し、海上からもソ連のバルト海艦隊を攻撃したが、レニングラードを陥落させることができず敗退。ドイツは兵士や東プロイセン住民の撤退を支援するためソ連軍に艦砲射撃を加えるとともに、軍民を海上輸送したが、客船ヴィルヘルム・グストロフがソ連潜水艦により撃沈されるなど多くの死者を出した。取り残されたドイツ軍の一部はクールラント・ポケットで本国降伏まで抗戦を続けた。
第二次世界大戦後、バルト海南岸の旧ドイツ領は、東端のケーニヒスベルク地方がカリーニングラード州としてソ連に属すようになり、またシュテティン以東のドイツ領の大半はポーランドに与えられた（回復領）。一方でポーランド・ソビエト戦争の結果、リガ条約で獲得した東部領土は、第二次世界大戦後にソヴィエトに割譲したことにより、ポーランド領土は西に移動することとなった。このポーランド・ロシア国境は、第一次世界大戦後に提唱されたカーゾン線の大体の位置に当たる。戦前にソヴィエトに併合されていたバルト三国は、戦後もそのままソヴィエト連邦領となっていた。
バルト海はまた、冷戦の舞台ともなった。バルト海西部のゴットランド島は、冷戦期には一般人の立ち入りが制限された一種の閉鎖都市であった。1952年にはバルト海の公海上でスウェーデン空軍機がソヴィエト連邦のジェット戦闘機に二度撃墜されるという事件が起きた（二度目に撃墜された飛行艇の名前からカタリナ事件と呼称される）。1981年には、ソ連海軍のバルチック艦隊に所属していたウィスキー級潜水艦がスウェーデン領海で座礁するといういわゆるウィスキー・オン・ザ・ロック事件が起きている。スウェーデンは、冷戦期には武装中立国であったが、実際は西側諸国寄りでバルト海の対岸は東側諸国であり、バルト海はその東西対立の最前線にあった。

### 冷戦後
1991年にソ連が崩壊して冷戦が終結した後は、バルト三国のリトアニア・ラトビア・エストニアが再独立し、カリーニングラードはロシア連邦の飛び地となった。また、北ヨーロッパ・バルト海の周辺に位置する諸国によるバルト海諸国理事会が1992年に設立され現在に至っている。2004年にはバルト三国がそろって北大西洋条約機構 (NATO) に加盟、ロシア・バルト海艦隊の基地であるカリーニングラードはNATO加盟国に完全に囲まれる形となった。
さらにロシアがクリミア半島や東部ウクライナ問題を巡り欧州諸国と対立を深めると、バルト海でも再び軍事的緊張が高まった。2014年にはスウェーデン領海内で目撃された潜水艦らしき物体を同国海軍が捜索。2015年にはフィンランド海軍が領海内で探知した潜水物体に対して小型爆雷を投下して警告した。
2022年5月、同年2月24日にロシアがウクライナに侵攻したことを受けてフィンランド・スウェーデンの両国がNATOへの加盟を申請。2023年4月4日にはフィンランドが、2024年3月7日にスウェーデンが正式加盟した。これによりバルト海沿岸は、ロシア領のレニングラード州とカリーニングラード州を除き、すべてがNATO加盟国の領土となった。

## 沿岸都市

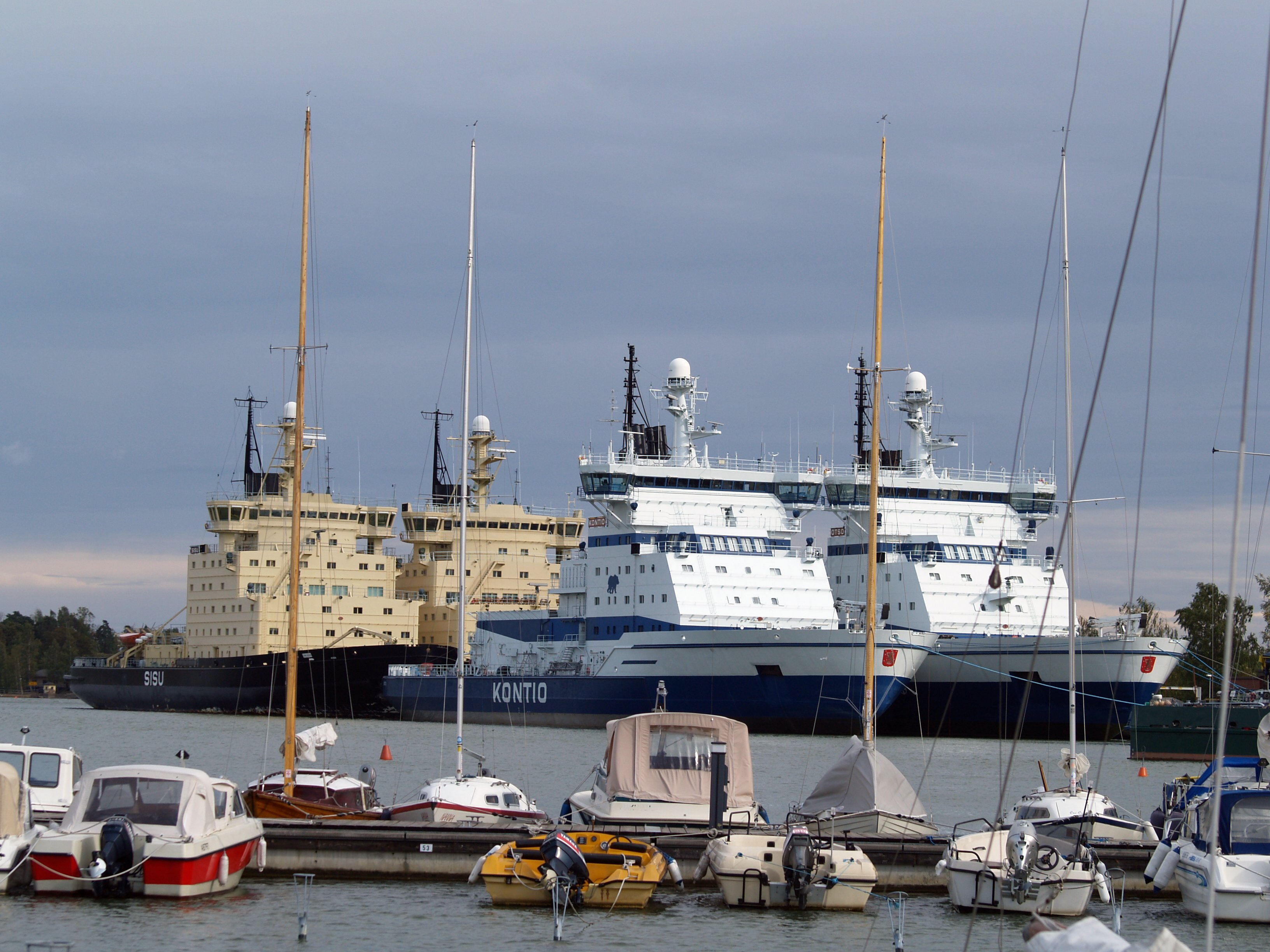
ヘルシンキ港

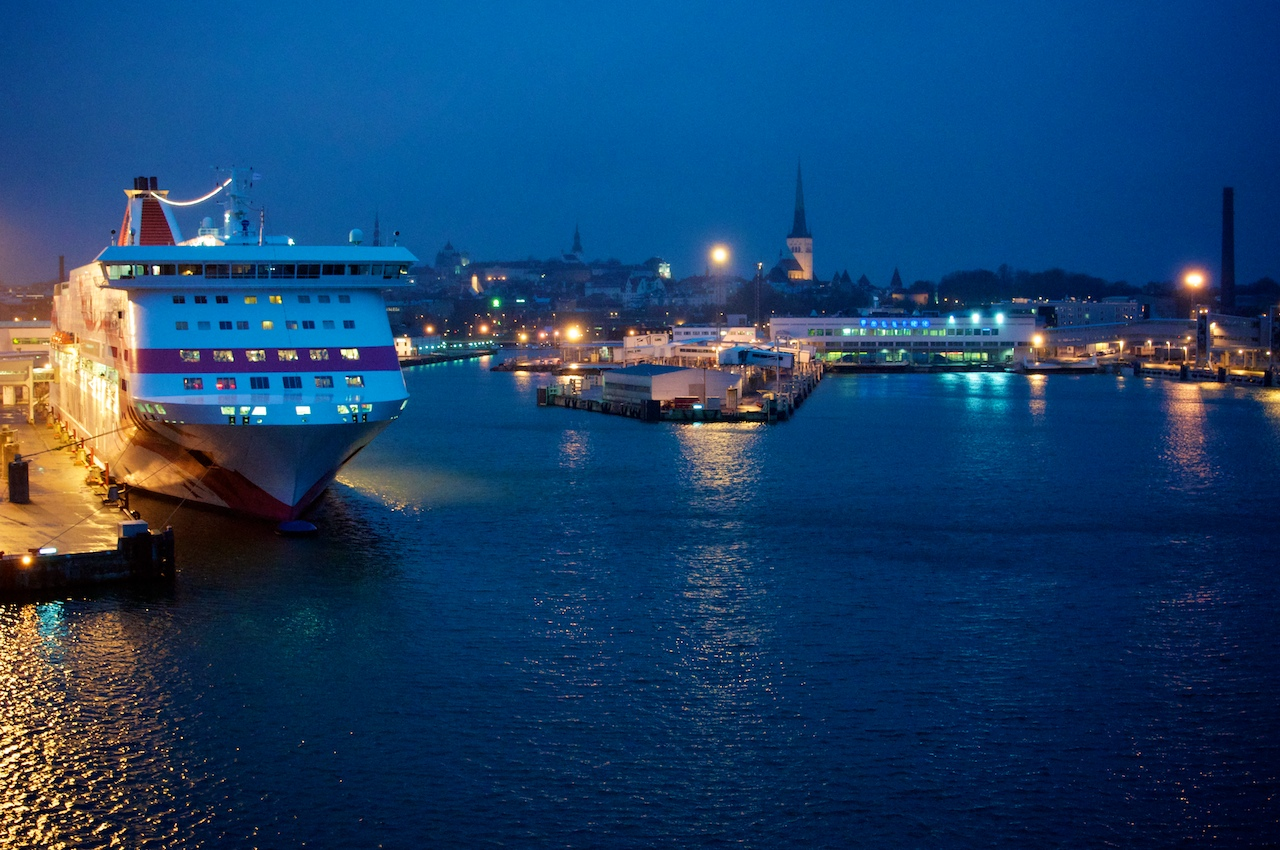
タリン港

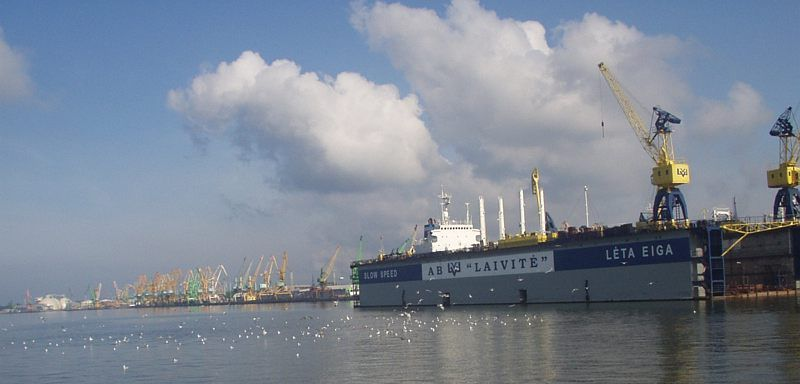
クライペダ港

バルト海沿岸は非常によく開発された地域であり、大規模な都市が多く存在する。沿岸都市で最も大きなものは、人口470万人のロシア・サンクトペテルブルクである。
バルト海沿岸の大都市は、以下のようになっている（人口順）:
| 都市名               | 国           | 人口        | 都市圏人口                |
| -------------------- | ------------ | ----------- | ------------------------- |
| サンクトペテルブルク | ロシア       | 4,700,000人 | 6,000,000人               |
| ストックホルム       | スウェーデン | 843,139人   | 2,046,103人               |
| リガ                 | ラトビア     | 696,567人   | 842,000人                 |
| ヘルシンキ           | フィンランド | 605,022人   | 1,358,901人               |
| グダニスク           | ポーランド   | 462,700人   | 1,041,000人               |
| カリーニングラード   | ロシア       | 431,500人   |                           |
| シュチェチン         | ポーランド   | 413,600人   | 778,000人                 |
| タリン               | エストニア   | 429,500人   |                           |
| グディニャ           | ポーランド   | 255,600人   | 1,041,000人               |
| キール               | ドイツ       | 242,000人   |                           |
| エスポー             | フィンランド | 257,195人   | ※ヘルシンキ大都市圏の都市 |
| リューベック         | ドイツ       | 216,100人   |                           |
| ロストック           | ドイツ       | 212,700人   |                           |
| クライペダ           | リトアニア   | 194,400人   |                           |
| オウル               | フィンランド | 191,050人   |                           |
| トゥルク             | フィンランド | 180,350人   |                           |

## 海上交通網
バルト海は内海のため、海況が穏やかであり、また対岸までの距離も短いため、古くより海上交通網が発達している。現在は、移動時間の短い飛行機の利用も多いが、費用が安い、航空路がない、静養などの理由により船舶を利用する人も多い。貿易船の来航も多いほか、バルト海周辺各国の首都・主要都市からは毎日、シリヤラインやタリンクなど海運会社の運航するフェリーなどの大型船舶が出航しており、近隣諸国の諸都市とを結ぶ重要な交通手段となっている。中にはバルト海クルーズを行うツアーも数多くある。また、北欧諸国特有の海上交通利用法として、ショッピング目的での利用がある。北欧諸国はどこも高福祉政策をとっているため税金が重く、特に酒や食料品など日用品も高税率となっている。しかし、国際航路であれば船上では免税となるために、安い品を求めて人々が国際航路に乗り込み、船上のショッピングモールで酒や砂糖、肉類などを買い込むといったショッピングクルーズが盛んである。これは北欧諸国がのきなみヨーロッパ連合に加盟した21世紀になっても、EU関税 同盟に加盟していないオーランド諸島に寄港することで免税条件をクリアするなどの方法で続いている。
バルト海南岸と北岸を結ぶ鉄道連絡船も数多く存在し、とくに島嶼の多いデンマーク国内を結ぶものや、ドイツ・デンマーク・スウェーデン各国を連絡するものなどがある。一般的には車両航送を行うものがほとんどで、乗客は列車に乗車したままバルト海を渡ることができる。しかし20世紀後半以降、各地で橋梁の建設が進み、連絡船は次第に数を減少させつつある。
1980年代にはすでに小ベルト海峡を越えてユトランド半島とフュン島を結ぶ橋が架けられていたが、1997年6月1日には大ベルト海峡を越えてフュン島とシェラン島とを結ぶグレートベルト・リンクが開通し、さらに2000年7月1日にはエーレスンド海峡を越えてシェラン島のコペンハーゲンとスカンディナビア半島のマルメとを結ぶオーレスン・リンクが開通して、ここにバルト海を越えてヨーロッパ大陸とスカンディナヴィア半島を直接結ぶ鉄道・道路ルートが完成した。また、フェーマルン・ベルト海峡を潜って、ドイツのフェーマルン島とデンマークのロラン島を結ぶフェーマルン・ベルトトンネルの建設が現在進んでおり、これが完成すればハンブルクとコペンハーゲンの間がさらに短縮される。

## 政治
冷戦中は、東側に属するソヴィエト連邦と西側に属する西ドイツ、および中立を標榜する北欧諸国との角逐の場であったが、冷戦終結とソヴィエト連邦崩壊とともに地域協力の必要性が生じ、1992年には沿岸10か国とアイスランドの加盟するバルト海諸国理事会が設立された。2005年、ロシア大統領のウラジーミル・プーチンはバルト海の海底を通ってロシアとドイツを結ぶ天然ガスパイプライン、ノルド・ストリームの建設協定を締結し、2011年11月8日に稼働を開始した。

## 環境
バルト海は狭いスカゲラック海峡を通じて北海にしか通じていない閉鎖性海域であり、海水が滞留しやすく水の入れ替えが少ない。このため、周辺の汚染物質も滞留しやすく、1950年代より徐々に環境が悪化し始め、1970年代には汚染はピークに達した。1977年以降、1993年初頭までの間、北海からの塩分濃度の高い海水の流入がほぼ止まったため、汚染はさらにひどくなった。このころにはフィンランドやスウェーデンでは汚染対策が進展したのに対し、ソヴィエト連邦およびポーランドにおいては汚染対策が遅れ、とくにフィンランド湾やリガ湾、グダニスク湾などで水質汚染と富栄養化が進んだ
こうした環境悪化を食い止めるため、1974年にはバルト海洋環境保護協定（ヘルシンキ協定）が締結された。また、1982年には国際バルト海漁業会議が設置され、バルト海における生物資源保護を担当することとなった。
さらに、2005年には、沿岸諸国の申請に基づき国際海事機関(IMO)がバルト海を特別敏感海域に指定し、その保護を図っている。
また、バルト海は戦略上の要所だったことから戦争の度に大量の機雷が陣営を問わず敷設された。本来なら、戦争の終結と共に撤去されるものだが、ロシア革命や冷戦などの政治上の混乱が相次いだ事でまともに撤去されないまま放置され、21世紀の現在も周辺諸国による掃海作業が続いている。

## その他

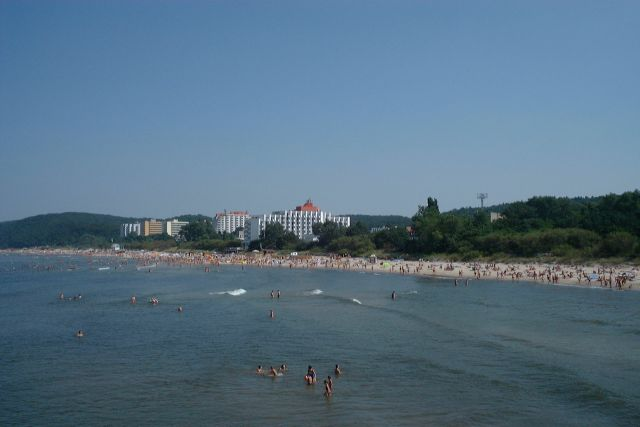
ポーランド沿岸部には海水浴場が広がる（西ポモージェ県ミェンヅィズドロイェ）。

バルト海南岸の、現在ドイツ・ポーランド領となっている地域のうち、低湿で農業に適さない西側はポンメルン（ポモージェ、ポメラニア）、より豊かな東側はプロイセン（プルシ、プロシア）と呼ばれていた。
バルト海の西端はスウェーデンとデンマークに挟まれたエーレスンド海峡で、幅はわずか7キロメートルしかない。中世より、この海峡はバルト海沿岸諸国から大西洋、北海への航路上必ず通過するルートであった。そのため、スウェーデンとデンマークでは通行税（エーレスンド海峡通行税）をめぐる争いがあり、海峡には要塞や城が設けられていた。その中で有名な城がデンマーク側にあるクロンボー城（世界遺産）で、シェイクスピアの「ハムレット」の舞台ともなっている。この対立は近世スウェーデンの国家的膨張もその一端であり、スウェーデンは北方戦争の終結を約した1660年のコペンハーゲン条約で通行税の免除を勝ち得ていた。なお、1857年3月14日のコペンハーゲン条約で通行税を廃止してエーレスンド海峡を無税の国際水路とすることが取り決められたため、現在は両国間での争いはなく、船舶は自由に航行できる。
バルト海には多数の船が沈没している。中でも17世紀当時の世界最大の軍艦ヴァーサ（スウェーデン海軍所属艦）が沈んでいて、レックダイバーが捜索し、引き上げられている。
バルト海の海底には良質の琥珀を大量に含む地層が露出している。古来、沿岸各地の海岸では打ち寄せられた琥珀を収穫することができ、地域の特産品であった。